# 烏古孫仲端
乌古孙仲端（12世纪？—1233年），金朝末年大臣，女真族。乌古孙氏，字子正，原名卜吉，后更名为仲端，一作吾古孙仲端。
承安二年（1197年）策论进士。金宣宗时，官至礼部侍郎。兴定四年（1220年）七月，与翰林待制安延珍（一作安庭珍）奉使蒙古求和，谒见太师国王木华黎，要求两国成为“兄弟之国”，木华黎不允。当时成吉思汗西征花剌子模，安延珍于是留止，仲端由蒙古高原西行，逾金山（阿尔泰山），经纥里迄斯（吉尔吉斯）、乃蛮、航里（康里）、瑰古（回鹘）、合鲁（葛逻禄）等部族，逾葱岭，由益离（伊犁）至河中地区，西行至铁门关，谒见成吉思汗。成吉思汗令献关西各城，允许金朝皇帝为“河南之主”。兴定五年（1221年）十二月还，朝廷嘉其奉使之劳，进官二阶。口述出使蒙古之经历，浑源（今山西浑源）刘述记录成书，名为《北使记》，为研究当时中西交通的重要史料。后任裕州（今河南方城县）刺史。元光元年（1222年）秋，木华黎取河朔地，又对金朝进行胁迫，仲端再使蒙古求和，又至花刺子模谒见成吉思汗，未果而还。正大元年（1224年），召为御史中丞，奉诏安抚陕西，归还后入朝，权参知政事。乌古孙仲端为人乐易，宽厚知大体，奉公好善，独得士誉。正大五年（1228年），谏太后奉佛事，得罪金哀宗，贬为同州（今陕西大荔县）节度使。天兴元年（1232年），哀宗自汴京东奔归德府（今河南商丘市南），召为翰林学士承旨，兼同佥大睦亲府事，留守汴京（今河南开封市）。天兴二年（1233年），蒙古军围汴京，日久粮尽，诸将不听指挥，内部矛盾重重。仲端认为汴京将有不测，自缢身死。其妻也跟随同死。他死后第二天，崔立政变，归降蒙古。